# Nogomet na Mediteranskim igrama 1959.
Nogometni turnir na MI 1959. održavao se u Bejrutu u Libanonu od 13. do 23. listopada. Tri nastupajuće reprezentacije igrale su svaka sa svakom po dva puta.

## Konačni poredak
| Mj. | Država  |
| --- | ------- |
| 1.  | Italija |
| 2.  | Turska  |
| 3.  | Libanon |

| Pobjednici          |
| ------------------- |
| Italija Prvi naslov |